# سوپر جام آسیا
سوپرجام آسیا یک رقابت فوتبال سالانه بین قهرمانان جام باشگاه‌های آسیا و جام برندگان جام آسیا بود.
این رقابت در سال ۱۹۹۵ آغاز شد، اما در سال ۲۰۰۲ پس از ادغام هر دو تورنمنت بزرگ ای‌اف‌سی برای تاسیس لیگ قهرمانان آسیا به پایان رسید. موفق‌ترین باشگاه‌های این رقابت‌ها الهلال عربستان سعودی و سوون سامسونگ بلووینگز کره جنوبی هستند.

## تاریخچه
| فصل  | قهرمان‌ها                  |
| ---- | ------------------------- |
| ۱۹۹۵ | یوکوهاما فلگلز            |
| ۱۹۹۶ | چئونان ایلهوا چونما       |
| ۱۹۹۷ | الهلال                    |
| ۱۹۹۸ | النصر                     |
| ۱۹۹۹ | جوبیلو ایواتا             |
| ۲۰۰۰ | الهلال (۲)                |
| ۲۰۰۱ | سوون سامسونگ بلووینگز     |
| ۲۰۰۲ | سوون سامسونگ بلووینگز (۲) |

سوپر جام آسیا که در سال ۱۹۹۵ توسط ای‌اف‌سی آغاز و سازماندهی شد، به صورت رفت و برگشت برگزار می‌شد. سوپر جام آسیا، قهرمان جام باشگاه‌های آسیا را در مقابل قهرمان جام برندگان جام آسیا قرار می‌داد. در سال ۲۰۰۲، جام باشگاه‌های آسیا و جام برندگان جام آسیا با هم ادغام شدند و لیگ قهرمانان آسیا را تشکیل دادند، در نتیجه، سوپر جام آسیا متوقف شد. تنها در سه مورد، برنده جام باشگاه‌ها در این رقابت شکست خورد: در سال‌های ۱۹۹۵، ۱۹۹۷ و ۱۹۹۸.

## فینال‌ها
| سال  | جام باشگاه‌های آسیا قهرمان | مجموع       | جام برندگان جام آسیا قهرمان | بازی اول | بازی دوم   |
| ---- | ------------------------- | ----------- | --------------------------- | -------- | ---------- |
| ۱۹۹۵ | تای‌فارمرز بانک            | ۳–۴         | یوکوهاما فلگلز              | ۱–۱      | ۲–۳        |
| ۱۹۹۶ | چئونان ایلهوا چونما       | ۶–۳         | بلمار هیراتسوکا             | ۵–۳      | ۱–۰        |
| ۱۹۹۷ | پوهانگ استیلرز            | ۱–۲         | الهلال                      | ۰–۱      | ۱–۱        |
| ۱۹۹۸ | پوهانگ استیلرز            | ۱–۱ (گ.ز.)  | النصر                       | ۱–۱      | ۰–۰        |
| ۱۹۹۹ | جوبیلو ایواتا             | ۲–۲ (گ.ز.)  | الاتحاد                     | ۱–۰      | ۱–۲        |
| ۲۰۰۰ | الهلال                    | ۳–۲         | شیمیزو اس-پالس              | ۲–۱      | ۱–۱        |
| ۲۰۰۱ | سوون سامسونگ بلووینگز     | ۴–۳         | الشباب                      | ۲–۲      | ۲–۱        |
| ۲۰۰۲ | سوون سامسونگ بلووینگز     | ۱–۱ (۴–۲ پ) | الهلال                      | ۱–۰      | ۰–۱ (و.ا.) |

## آمار و رکوردها

### رده‌بندی باشگاهی
| تیم                   | قهرمان | نایب قهرمان | سالهای قهرمانی | سالهای نایب قهرمانی |
| --------------------- | ------ | ----------- | -------------- | ------------------- |
| الهلال                | ۲      | ۱           | ۱۹۹۷, ۲۰۰۰     | ۲۰۰۲                |
| سوون سامسونگ بلووینگز | ۲      | ۰           | ۲۰۰۱, ۲۰۰۲     | -                   |
| یوکوهاما فلگلز        | ۱      | ۰           | ۱۹۹۵           | -                   |
| چئونان ایلهوا چونما   | ۱      | ۰           | ۱۹۹۶           | -                   |
| النصر                 | ۱      | ۰           | ۱۹۹۸           | -                   |
| جوبیلو ایواتا         | ۱      | ۰           | ۱۹۹۹           | -                   |
| پوهانگ استیلرز        | ۰      | ۲           | -              | ۱۹۹۷, ۱۹۹۸          |
| تای‌فارمرز بانک        | ۰      | ۱           | -              | ۱۹۹۵                |
| بلمار هیراتسوکا       | ۰      | ۱           | -              | ۱۹۹۶                |
| الاتحاد               | ۰      | ۱           | -              | ۱۹۹۹                |
| شیمیزو اس-پالس        | ۰      | ۱           | -              | ۲۰۰۰                |
| الشباب                | ۰      | ۱           | -              | ۲۰۰۱                |

### رده‌بندی کشوری
| ردیف | کشور          | قهرمان | نایب قهرمان |
| ---- | ------------- | ------ | ----------- |
| ۱    | عربستان سعودی | ۳      | ۳           |
| ۲    | کره جنوبی     | ۳      | ۲           |
| ۳    | ژاپن          | ۲      | ۲           |
| ۴    | تایلند        | ۰      | ۱           |

### رده‌بندی نوع مسابقات
| مسابقات              | قهرمان | نایب قهرمان |
| -------------------- | ------ | ----------- |
| جام باشگاه‌های آسیا   | ۵      | ۳           |
| جام برندگان جام آسیا | ۳      | ۵           |

### رده‌بندی مربیان
| سال  | باشگاه         | مربی                    |
| ---- | -------------- | ----------------------- |
| ۱۹۹۵ | یوکوهاما فلگلز | آنتونیو کارلوس دا سیلوا |
| ۱۹۹۶ | سئونگنام       | لی جانگ-سو              |
| ۱۹۹۷ | الهلال         | اسکار برناردی           |
| ۱۹۹۸ | النصر          | خوزه دوترا دوس سانتوس   |
| ۱۹۹۹ | جوبیلو ایواتا  | تاکاشی کوواهارا         |
| ۲۰۰۰ | الهلال         | ایلی بالاک              |
| ۲۰۰۱ | سوون سامسونگ   | کیم هو                  |
| ۲۰۰۲ | سوون سامسونگ   | کیم هو                  |

## محل‌های برگزاری
| مکان                        | میزبانی(ها) | سال(ها)             |
| --------------------------- | ----------- | ------------------- |
| ورزشگاه ملک فهد             | ۴           | ۱۹۹۷،۱۹۹۸،۲۰۰۰،۲۰۰۲ |
| ورزشگاه امیر عبدالله الفیصل | ۲           | ۱۹۹۹،۲۰۰۱           |
| ورزشگاه پوهانگ استیل یارد   | ۲           | ۱۹۹۷،۱۹۹۸           |
| ورزشگاه جام‌جهانی سوون       | ۱           | ۲۰۰۲                |
| ورزشگاه یاماها              | ۱           | ۱۹۹۹                |
| ورزشگاه لیمون گاز هیراتسوکا | ۱           | ۱۹۹۶                |
| ورزشگاه میتسوزاوا           | ۱           | ۱۹۹۵                |
| ورزشگاه نیهوندایرا          | ۱           | ۲۰۰۰                |
| مجموعه ورزشی سوون           | ۱           | ۲۰۰۱                |
| ورزشگاه چانگ‌وون             | ۱           | ۱۹۹۶                |
| ورزشگاه سوفان بوری          | ۱           | ۱۹۹۵                |